# Priateľ dietok
Priateľ dietok (címének magyar fordítása Gyermekek barátja) szlovák nyelven megjelenő, gyermek- és ifjúsági lap volt a Magyar Királyságban. Karol Salva alapította 1887-ben Turócszentmártonban. A lap évente tíz alkalomman jelent meg a Turócszentmártoni Nyomdai Egylet sajtótermékeként. Kiadása 1891-től szünetelt, de 1898-ban Rózsahegyen újraindították, s fennállt 1901-ig. Néhány évnyi kihagyás után 1906 és 1908 között Szakolcán jelentették meg.